# Michel Yost

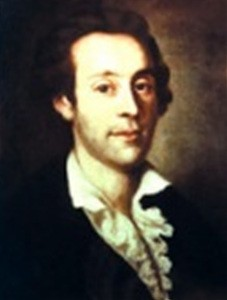
Michel Yost (1754–1786) – französischer Klarinettenvirtuose und Komponist

Michel Yost (* 1754; † 5. Juli 1786) war ein französischer Klarinettenvirtuose und Komponist. Er gilt als einer der Begründer der französischen Schule des Klarinettenspiels und war schon zu Lebzeiten über die Grenzen Frankreichs bekannt.

## Leben
Ursprünglich Oboist, lernte er das Klarinettenspiel bei Johann Joseph Beer, gab sein erstes Konzert als Solist 1777 und zählte bis zu seinem Tod 1786 zu den berühmtesten Klarinettisten Frankreichs. Als Komponist schuf er 14 Klarinettenkonzerte und Kammermusik (Duos, Trios, und Quartette für Klarinette und Airs). Obwohl die meisten Kompositionen unter seinem Namen veröffentlicht wurden, sind eine Reihe davon Ergebnis einer Kooperation mit anderen Musikern wie Johann Christoph Vogel.
Yost war auch als Lehrer tätig; sein bekanntester Schüler war Jean-Xavier Lefèvre.

## Werke
- Concerto no. 1
- Concerto no. 2 in B
- Concerto no. 3 in B
- Concerto no. 4
- Concerto no. 5 in Es
- Concerto no. 6
- Concerto no. 7 in B-Dur für Klarinette und Orchester („de Michel et Vogel“)
- Concerto no. 8 in Es-Dur für Klarinette und Orchester („de Michel et Vogel“)
- Concerto no. 9 in B-Dur für Klarinette und Orchester („de Michel et Vogel“)
- Concerto no. 10 in B-Dur („de Michel et Vogel“)
- Concerto no. 11 in B-Dur für Klarinette und Orchester („de Michel et Vogel“)
- Concerto no. 12 in B-Dur („de Michel et Vogel“)
- Concerto no. 13 („de Michel et Vogel“)
- Concerto no. 14 in Es („de Michel et Vogel“)
- Duo Concertante für zwei Klarinetten
- 12 Grand Solos oder Studien
- Airs variés
- Duos op. 1, 2, 3, 4, 7
- 6 Duos op. 5
- 6 Duos op. 6
- 6 Duos op. 8 für Klarinette und Violine
- 6 Duos op. 9 für Klarinette und Violine
- 6 Duos op. 10
- 6 Favorite duets op. 12
- 3 Trios für Flöte, Klarinette und Fagott
- 3 Trios for zwei Klarinetten und Cello
- 3 Trios for für Klarinette, Violine und Cello
- Airs variés für Klarinette, Violine und Cello
- 5 Quartets, mit Vogel
- 6 Quartets, mit Vogel, op. 1, 2, 3, 4, & 5

## Diskographie
- Dieter Klöcker, Michèl Yost, Concertos for Clarinet and Orchestra, MDGL MDG 301 0718-2, © 1997, (p) 1997